# Begunje pri Cerknici
Begunje pri Cerknici este o localitate din comuna Cerknica, Slovenia, cu o populație de 522 de locuitori.